# Иоасаф (Рогозин)
Иоасаф (в миру Иосиф Александрович Рогозин или Рагозин; 1 февраля 1890, село Ивановское-Прозоровских, Покровский уезд, Владимирская губерния — 1930-е) — деятель григорианского раскола, в котором имел титул епископа Астраханского, в 1923—1931 годы — обновленческий архиерей, где имел сан архиепископа.

## Биография
Родился 1 февраля 1890 года в селе Ивановском-Прозоровских Покровского уезда Владимирской губернии в семье потомственного дворянина, служившего губернским секретарём. Его отец рано скончался. С юных лет находился под духовным руководством старца Нила из Оптиной пустыни.
В 1911 году окончил Калужскую Николаевскую классическую гимназию и поступил в третий класс Калужской духовной семинарии, которую окончил в 1915 году и поступил в Казанскую духовную академию.
2 декабря 1917 года принял монашество. 10 декабря того же года рукоположён в сан иеродиакона. В 1918 году был рукоположён в сан иеромонаха. В 1919 году окончил Казанскую духовную академию со степенью кандидата богословия.
В 1922 году уклонился в обновленчество. 28 октября 1923 году в Москве обновленческими архиереями хиротонисан во епископа Мензелинского, викария Уфимской обновленческой епархии. Указание Мануила (Лемешевского) на то, что он был рукоположен в епископа ещё до ухода в обновленчество, неверны, что следует в частности из работ современного исследователя обновленчества Валерия Лавринова.
Как следует из доклада епископа Иоанна (Пояркова) Патриарху Тихону, вместе с обновленческим епископом Петром Савельевым прибыл в Уфу, но «встретили их только в силу необходимости очень холодно и сами обновленцы. Епархиальное Управление, как полагается, использовало их во всей мере и обратило оных даже не в „первых среди равных“, а просто в работников по обновленческому делу».
6 февраля 1924 года назначен обновленческим епископом Сергиевским, викарием Московской обновленческой епархии.
12 февраля того же года назначен епископом Бирским, викарием и временным управляющим Уфимской обновленческой епархии.
Пытался бороться против «тихоновской» церкви путём шантажа и доносов. Епископ Иоанн (Поярков) сообщил Патриарху Тихону: «Его стараниями местная прокуратура объявила о привлечении к ответственности по 68 ст. Угол. кодекса поминающих в церквах Патриарха Тихона и других контрреволюционных архиереев, на меня в судебные и административные советские учреждения посыпались обвинения, что я, базируясь на связи с Тихоном, побуждаю темные массы к ненависти к ним, православным-обновленцам, и что всего наглее — к Советской власти. Не знаю, дала ли власть ход этим жалобам, кажется нет, но мне пришлось в ограждение себя и подведомого мне духовенства устроить собрание, на котором и выявить свое отрицательное отношение к контрреволюции. Евдоким, председатель синодский, прописал мне угрозу Соловками в письме к одному моему знакомому, несомненно по информации того же Иоасафа»
В июне 1924 года был участником Всероссийского обновленческого предсоборного совещания.
20 июня 1924 года почислен на покой, после чего переходит в ведение Всеукраинского обновленческого синода. 2 августа того же года решением Всероссийского обновленческого синода запрещён в священнослужении.
Согласно данным Мануила (Лемешевского) в 1924 году принёс покаяние и, как архиерей старого поставления, принят в сущем сане. Вскоре назначен епископом Владивостокским, в том же 1924 году был некоторое время епископом Кашинским, викарием Тверской епархии. Затем вторично уклонился в обновленческий раскол. Однако эти данные недостоверны.
В том же году был восстановлен обновленцами в служении и назначен епископом Сумским, викарием Харьковской обновленческой епархии с кафедрой в Троицкой церкви города Сумы.
В ноябре 1924 года был участником Всеукраинского обновленческого предсоборного совещания.
В мае 1925 года был участником Второго всеукраинского обновленческого помесного собора.
14 мая 1925 года постановлением Всероссийского обновленческого синода назначен епископом Вятским и Слободским, председателем Вятского обновленческого епархиального управления, с возведением в сан архиепископа. По приезде в Вятскую епархию епископов Павла (Борисовского) и Виктора (Островидова) сразу разослал по обновленческим викариатам в Советском, Яранском, Уржумском, Халтуринском районах «Оповещение»: «Вернувшиеся из ссылки бывшие Вятские епископы Павел Борисовский и Виктор Островидов вполне определённо и сознательно встали опять на путь объединения общественных реакционных сил, враждебных к советскому правительству нашей Республики»
3 июня того же года назначен епископом Полтавским и Переяславским, председателем Полтавского обновленческого епархиального управления, с кафедрой в Успенском соборе Полтавы.
В октябре 1925 года был участником обновленческого «III Всероссийского Поместного Собора» (второго обновленческого).
20 июля 1926 года назначен епископом Купянским, председателем Купянского обновленческого епархиального управления с кафедрой в Покровском соборе Купянска. 25 января 1927 года постановлением Всероссийского обновленческого Синода уволен на покой с запрещением в священнослужении за самовольное оставление Вятской епархии. 1 февраля того же года запрещение было снято и разрешён переход в ведение Всеукраинского обновленческого Синода.
В мае того же годы был участником Всеукраинского предсоборного совещания.
В том же году назначен временным управляющим Каменец-Подольской обновленческой епархии, а 20 мая 1928 года утверждён архиепископом Каменец-Подольским, председателя Каменец-Подольского обновленческого епархиального управления с кафедрой в Казанском соборе Каменца-Подольского.
В мае 1928 года был участником третьего всеукраинского обновленческого поместного собора.
28 сентября 1928 года назначен архиепископом Волынским и Житомирским, председателем Волынского обновленческого епархиального управления, с кафедрой в Преображенском соборе Житомира.
В октябре 1930 года перешёл в ведение Всероссийского обновленческого поместного синода и назначен архиепископом Козловским, председателем Козловского обновленческого епархиального управления, с кафедрой в Никитской церкви города Козлова.
7 мая 1931 года почислен на покой. 10 июня 1931 года за деспотизм, нетрезвость и ослушание обновленческому Синоду был исключён из числа обновленческих архиереев.
В 1931 году перешёл в григорианский раскол (юрисдикцию «Временного Высшего Церковного Совета»), будучи принят в качестве епископа. Назначен на Астраханскую епархию. Кафедра располагалась в Духосошественской кладбищенской церкви города Астрахани — единственной церкви ориентации ВВЦС в городе. Служил в этом храме он практически один, так как у него не было ни клироса, ни прихожан.
Епископ Иоасаф пытался перевести в своё ведение некоторые приходы, но достиг незначительных результатов. Известно лишь о двух таких приходов: в селе Красный Яр и селе Селитрино. В 1932 году Духосошественская церковь была закрыта, а епископ Иоасаф покинул город. Дальнейшая судьба неизвестна. По-видимому был репрессирован в 1930-е годы.